# Acanthopsyche siederi
Acanthopsyche siederi är en fjärilsart som beskrevs av Szöcs 1961. Acanthopsyche siederi ingår i släktet Acanthopsyche och familjen säckspinnare. Inga underarter finns listade i Catalogue of Life.